# Гаєва
Га́єва (рос. Гаева) — присілок у складі Ісетського району Тюменської області, Росія.
Населення — 302 особи (2010, 332 у 2002).
Національний склад станом на 2002 рік:
- росіяни — 95 %